# Cleveland Guardians
Cleveland Guardians (dawniej Cleveland Indians) – drużyna baseballowa grająca w dywizji centralnej American League, ma siedzibę w Cleveland w stanie Ohio. Dwukrotny zwycięzca w World Series.

## Historia
W 1894 roku utworzono zespół Grand Rapids Rustlers, który występował w Western League. W 1900 siedzibę klubu przeniesiono do Cleveland i nadano mu przydomek Lake Shores. Rok później przystąpił do nowo utworzonej American League i zmienił nazwę na Cleveland Bluebirds (Blues). 24 kwietnia 1901 zespół rozegrał pierwszy oficjalny mecz ligowy w Chicago przeciwko White Sox, a w roli gospodarza występował na stadionie League Park, wybudowanym w 1891.

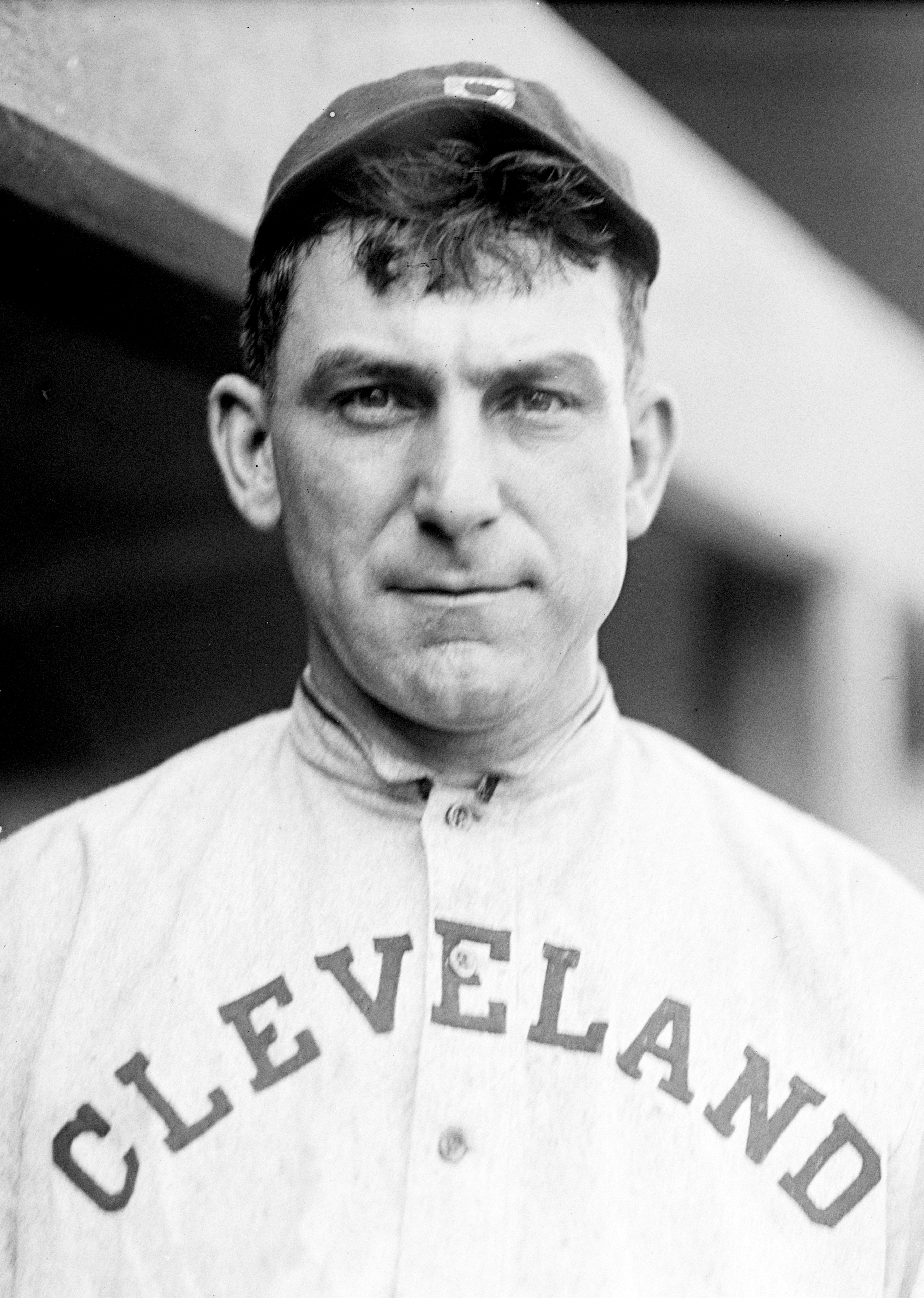
Nap Lajoie, drugobazowy (1902–1914) i menadżer zespołu (1905–1909).

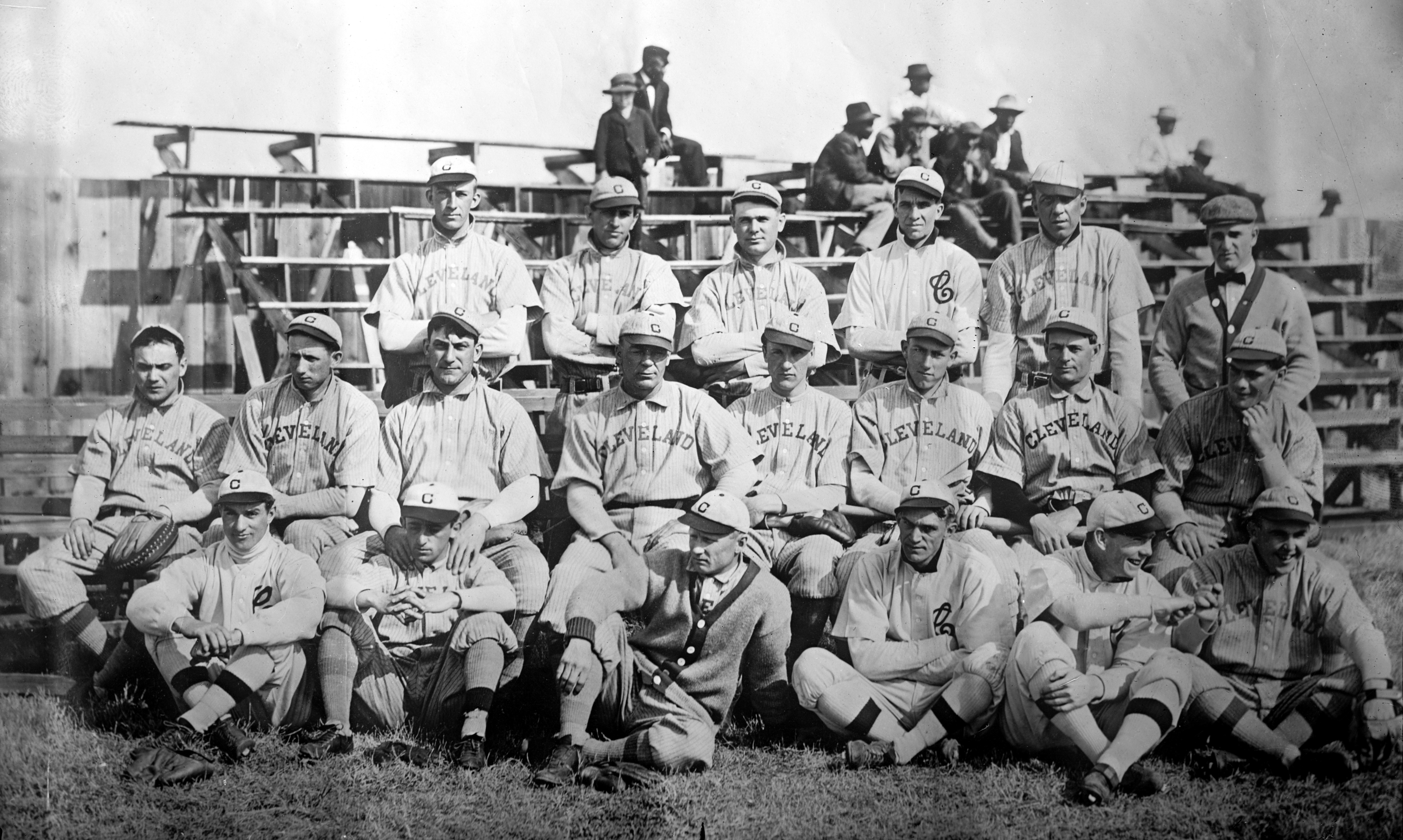
Cleveland Naps w sezonie 1909.

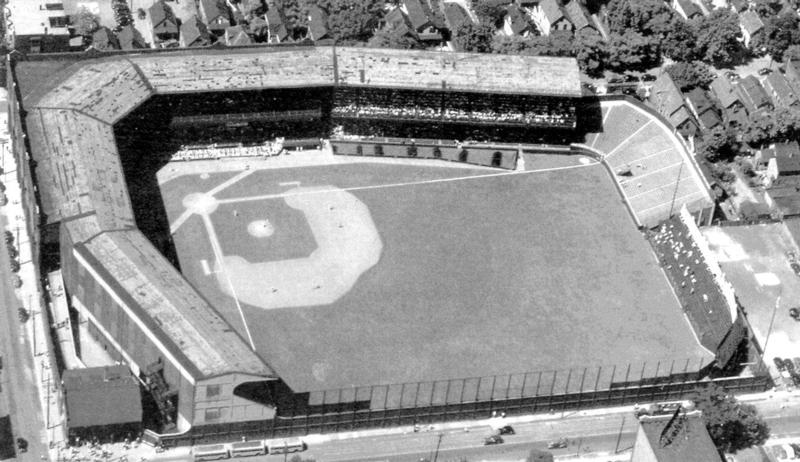
League Park – stadion, na którym Indians rozgrywali swoje mecze w latach 1900–1946.

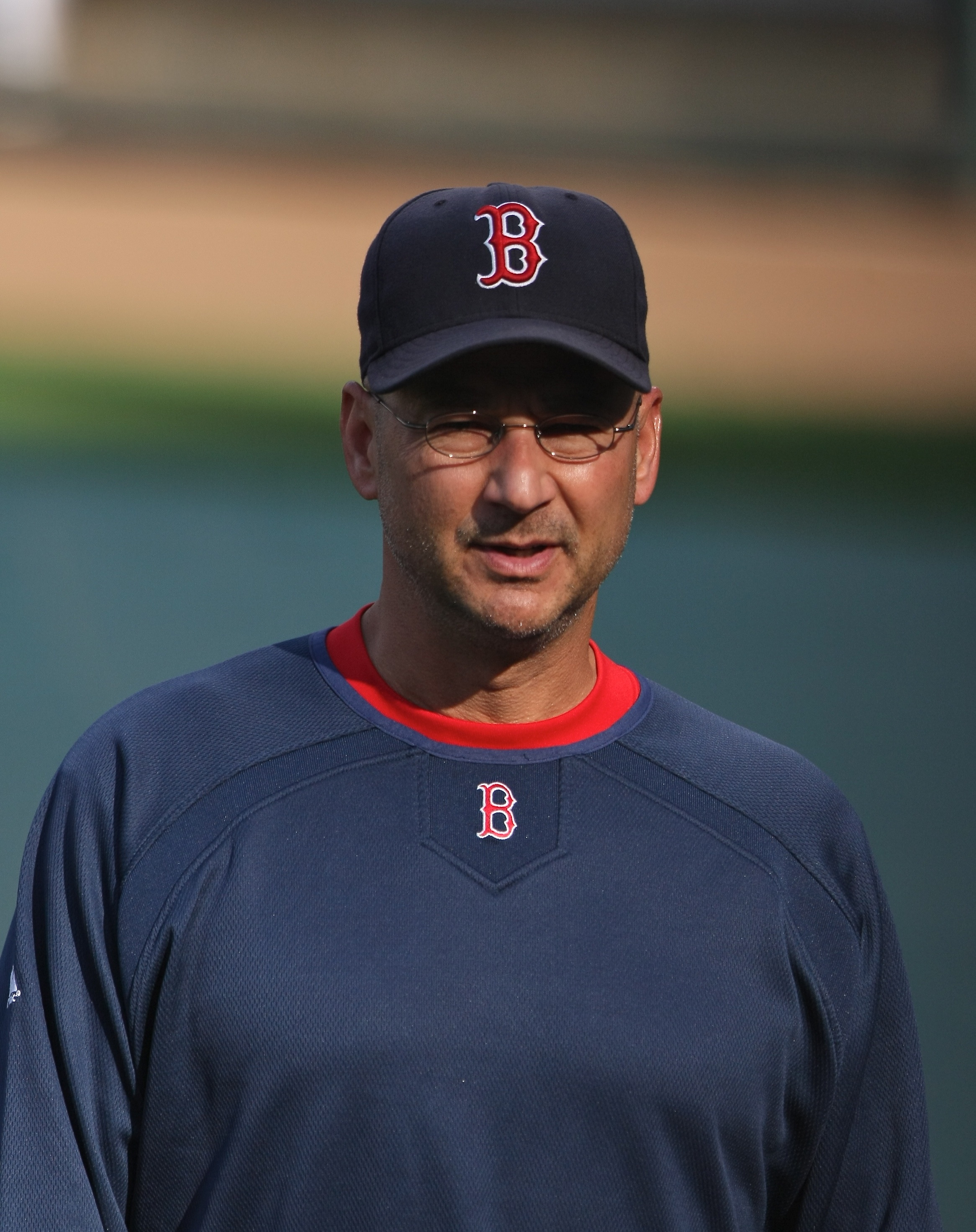
Terry Francona – menadżer zespołu od sezonu 2013.

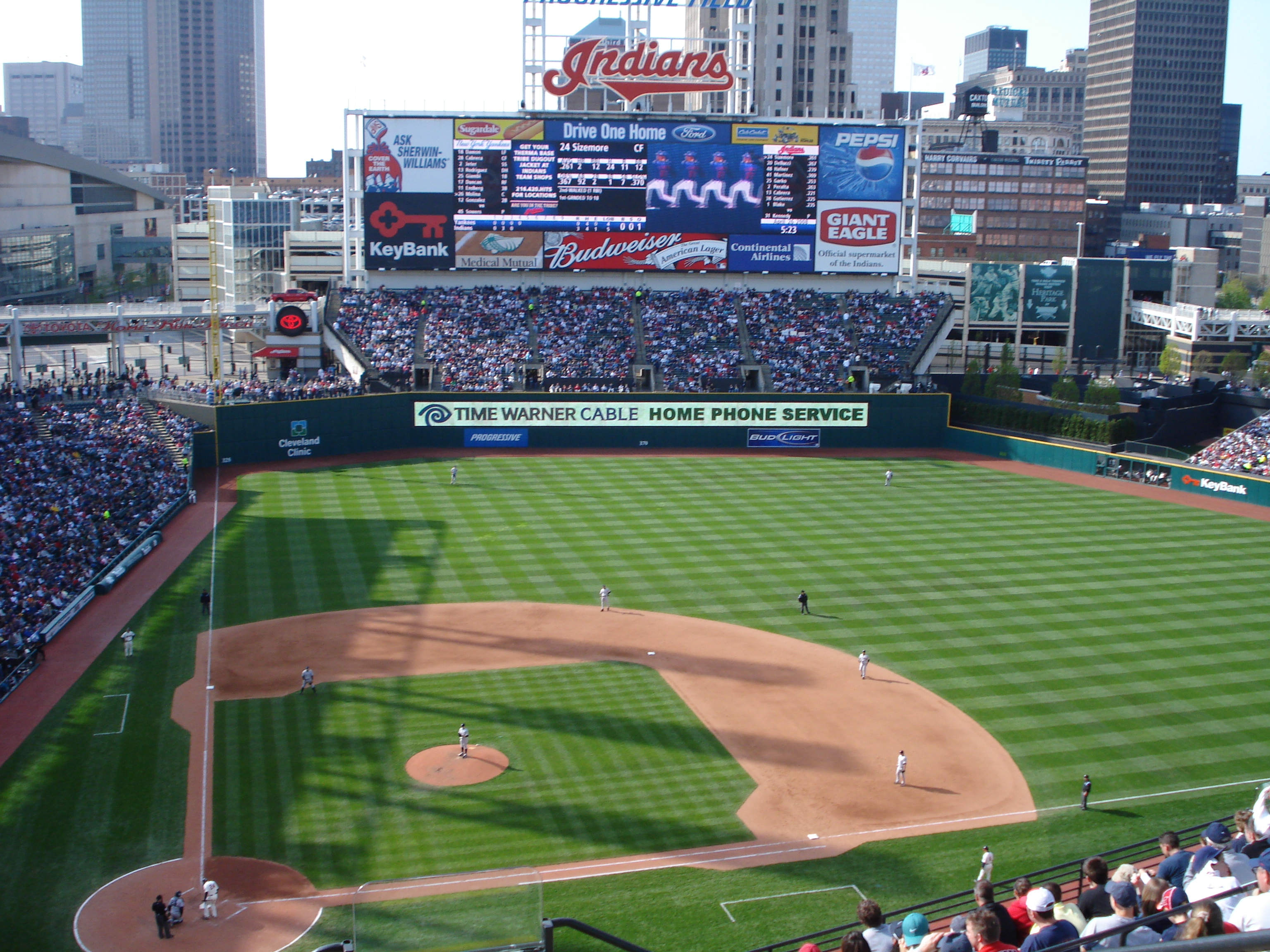
Progressive Field.

W sezonie 1902 klub nieoficjalnie przyjął nazwę Broncos, a w 1903 zmienił ją na Cleveland Naps, na cześć ówczesnego drugobazowego i lidera zespołu Napa Lajoie, jednak odejście zawodnika w 1914 roku i przegranie 102 meczów w sezonie zasadniczym spowodowało zmianę nazwy klubu na Cleveland Indians. W 1920 po raz pierwszy zespół zwyciężył w American League (z bilansem 98–56) i awansował do World Series, w których pokonał Brooklyn Dodgers w siedmiu meczach (grano wówczas do pięciu wygranych meczów).
W 1932 roku Indians przenieśli się na nowy stadion Cleveland Municipal Stadium, a pierwszy mecz przeciwko Philadelphia Athletics obejrzało 80 tysięcy widzów. W latach 1934–1946 ze względu na wysokie koszty utrzymania obiektu, zespół zmuszony był rozgrywać na nim spotkania w niedziele i święta; w dni powszednie mecze odbywały się na League Park. W sezonie 1948 Indians po raz drugi w historii klubu (z bilansem 97–58) zwyciężyli w American League i po raz drugi zdobyli mistrzowski tytuł po pokonaniu w World Series Boston Braves 4–2.
W 1954 zespół zwyciężył w sezonie zasadniczym w 111 meczach (na 154 rozegranych) i po raz trzeci wygrał American League, jednak w World Series uległ New York Giants w czterech meczach. W 1969 po dołączeniu do MLB czterech nowych zespołów, obie ligi podzielono na dwie dywizje East Division i West Division; Indians przystąpili do rozgrywek o mistrzostwo dywizji wschodniej. W 1994 w związku z dołączeniem do MLB dwóch nowych zespołów, utworzono w każdej z lig trzecią dywizję, centralną, do której dokooptowano między innymi Cleveland Indians. Od 1994 Indians korzystają z obiektu Progressive Field (do 2007 funkcjonował pod nazwą Jacobs Field) mogącym pomieścić 43 429.
Po 40 latach Indians z bilansem 100–44 ponownie awansowali do postseason; po wyeliminowaniu Boston Red Sox w Division Series, a następnie Seattle Mariners w Championship Series, przegrali w World Series z Atlanta Braves 2–4. Dwa lata później nastąpił kolejny awans do finałów, gdzie przeciwnikiem była drużyna Florida Marlins; w siódmym, decydującym meczu Indians prowadząc 2–1 byli o dwa auty od mistrzostwa, jednak Marlins zdołali wyrównać, a w jedenastym inningu zdobyli zwycięskiego runa i ostatecznie zespół z Miami wygrał World Series. Do Championship Series Indians uzyskiwali awans jeszcze dwa razy w 1998 i 2007, dwukrotnie przegrywając (odpowiednio z New York Yankees 2–4 i z Boston Red Sox 3–4).
1 lipca 2016 po wygranej nad Toronto Blue Jays 2–1 po dziewiętnastu zmianach, Indians pobili klubowy rekord zwyciężając w czternastu meczach z rzędu. 19 października 2016 po zwycięstwie w meczu numer 5 American League Championship Series nad Toronto Blue Jays, Indians zapewnili sobie mistrzostwo American League po raz pierwszy od 1997 roku.
13 września 2017 Indians ustanowili rekord American League, notując 21 zwycięstw z rzędu. Ostatecznie serię zakończyli na 22 wygranych, po porażce w meczu rozegranym dwa dni później z Kansas City Royals 3–4.
19 listopada 2021 roku klub ogłosił zmianę nazwy na Cleveland Guardians.

## Sukcesy
| Tytuł                                               | Liczba | Rok                                                        |
| --------------------------------------------------- | ------ | ---------------------------------------------------------- |
| World Series                                        | 2      | 1920, 1948                                                 |
| American League American League Championship Series | 6      | 1920, 1948, 1954, 1995, 1997, 2016                         |
| American League Central Division                    | 10     | 1995, 1996, 1997, 1998, 1999, 2001, 2007, 2016, 2017, 2018 |

## Zastrzeżone numery
Od 1997 numer 42 zastrzeżony jest przez całą ligę ku pamięci Jackie Robinsona, który jako pierwszy Afroamerykanin przełamał bariery rasowe w Major League Baseball.
| Bob Feller P, C Uhonorowany w 1956                                                                               | Lou Boudreau SS, M Zastrzeżony w 1970 | Earl Averill CF Zastrzeżony w 1975 | Mel Harder P, C Zastrzeżony w 1990 | Larry Doby CF, C Zastrzeżony w 1993 | Bob Lemon P, C Zastrzeżony w 1998 | Jackie Robinson 2B Zastrzeżony w 1997 | Kibice Zastrzeżony w 2001 |
| Oznaczenie skrótów: M – menadżer, C – trener, 2B – drugobazowy, SS – łącznik, CF – środkowozapolowy, P – miotacz |                                       |                                    |                                    |                                     |                                   |                                       |                           |